# Santa Perpètua de Mogoda (kommun)
Santa Perpètua de Mogoda är en kommun i Spanien.   Den ligger i provinsen Província de Barcelona och regionen Katalonien, i den östra delen av landet, 500 km öster om huvudstaden Madrid. Antalet invånare är 25 606. Arean är 15,7 kvadratkilometer. Santa Perpètua de Mogoda gränsar till Montcada i Reixac, Barberà del Vallès, Polinyà, Sabadell, Palau-solità i Plegamans, La Llagosta och Mollet del Vallès. 
Terrängen i Santa Perpètua de Mogoda är platt.